# Faltblatt (Lyrikzeitschrift)
Faltblatt ist eine Zeitschrift für Lyrik.

## Geschichte
Die erste Ausgabe von Faltblatt erschien 1994 als DIN-A-3-Faltblatt, u. a. mit Gedichten von Jochen Arlt, Claudia Pütz und Hendrik Liersch sowie visueller Poesie von Guillermo Deisler, Fernando Aguiar und Alessandro Cecotto. Während die ersten Ausgaben  ›experimentell‹, international und visuell orientiert waren, wandte sich die Zeitschrift, deren Seitenzahl von Ausgabe zu Ausgabe wuchs, ab Faltblatt 6 mehr und mehr der zeitgenössischen Lyrik im deutschen Sprachraum zu. 2004 erschien mit der neunten die bis auf weiteres letzte Ausgabe.

## Konzeption
Faltblatt ist eine Lyrikzeitschrift für neue Gedichte und Essays sowie aktuelle Autoren-, Buch-, Verlags- und Zeitschriftenporträts. Zum Kreis der vorgestellten Autoren gehören Hans Bender, Marianne Glaßer, Michael Hamburger, Stefan Heuer, Axel Kutsch, Christoph Leisten, Frank Milautzcki, Jan Volker Röhnert, Heike Smets, Olaf Velte  und Maximilian Zander. Faltblatt erschien zwischen 1994 und 2004 einmal jährlich in der Edition YE.
Herausgeber der Zeitschrift ist der Lyriker und Verleger Theo Breuer, freie Mitarbeiter sind Joseph Buhl, Andreas Noga und Gerd Sonntag.

## Edition YE
Neben der Lyrikzeitschrift Faltblatt erschienen in der Edition YE von 1993 bis 2008 die Künstlerzeitschrift YE (jährlich/unregelm.), von 2002 bis 2008 die Buchreihe Lyrik in der Edition YE mit Einzeltiteln, Monographien und Sammelbänden sowie vereinzelt Titel außerhalb der drei Editionsreihen.